# Carvajal-palota
A Carvajal-palota (spanyolul: Palacio de Carvajal) a spanyolországi Cáceres egyik 15–16. századi műemléke.

## Története
Az épület (valójában épületegyüttes) legrégebbi része a 12. századi almohád őrtorony, amelyhez a palota többi része a 15. és 16. században épült hozzá. A 19. században tűzvész pusztított benne, emiatt Casa Quemada („égett ház”) néven is emlegették.
Legendás történet, hogy a torony 14. század eleji tulajdonosait, két testvért, Juan és Pedro Alfonso de Carvajalt, a Santiago-rend kommendátorait Juan Alonso de Benavides meggyilkolásának vádjával halálra ítélték (méghozzá egy tüskékkel borított belsejű ketrecbe zárva kellett őket ledobni a Peña de Martos nevű hegyről), és bár a testvérek végig ártatlannak (és egy összeesküvés áldozatainak) mondták magukat, az ítéletet végül 1312. augusztus 7-én végre is hajtották. Nem sokkal ezelőtt a testvérek átkot szórtak IV. Ferdinánd kasztíliai király fejére: azt kívánták, hogy ha őket ártatlanul kivégzik, akkor egy hónapon belül a király is szenvedje el „isten ítéletét”. És ez valóban meg is történt: éppen egy hónap telt el, és a király elhunyt. A Carvajal család címerét átlósan átszelő, addig aranyozott csík ettől a naptól kezdve a gyász fekete színét viseli.

## Leírás
A faragott gránitkövekből épült palota az Extremadura autonóm közösségben található Cáceres történelmi belvárosában található, közvetlenül a Szűz Mária-társszékesegyház mögött, két szűk utca találkozásánál. Fő része közel négyzet alaprajzú, de délkeleti oldalán egy toldalék található rajta, amelynek egyik déli csücskén egy kör alaprajzú torony emelkedik. Belső udvarán virágok és különféle fák nőnek, köztük egy olyan fügefa, amelyet a 21. század elején legalább 400 évesnek tartottak. Az udvarról ma látogatóközpont és turisztikai hivatal nyílik.
Félköríves záródású, hatalmas boltkövekkel szegélyezett reneszánsz főkapuja a délnyugati oldalon található, fölötte pedig a Carvajal család kőből faragott címere helyezkedik el a falon. Az épületen gótikus elemek is megfigyelhetők, például az egyik sarokerkélynél látható csúcsíves nyílás.
Belsejében értékes festményeket és faragványokat őriznek (amelyek a Prado gyűjteményéhez tartoznak), illetve szintén figyelemre méltóak a szőnyegek, az építtető család eredeti bútorai illetve a szobák falain látható freskók. A torony aljában egy kápolna működik, amelyben Juan Bautista Pachi manierista freskói láthatók.

## Képek

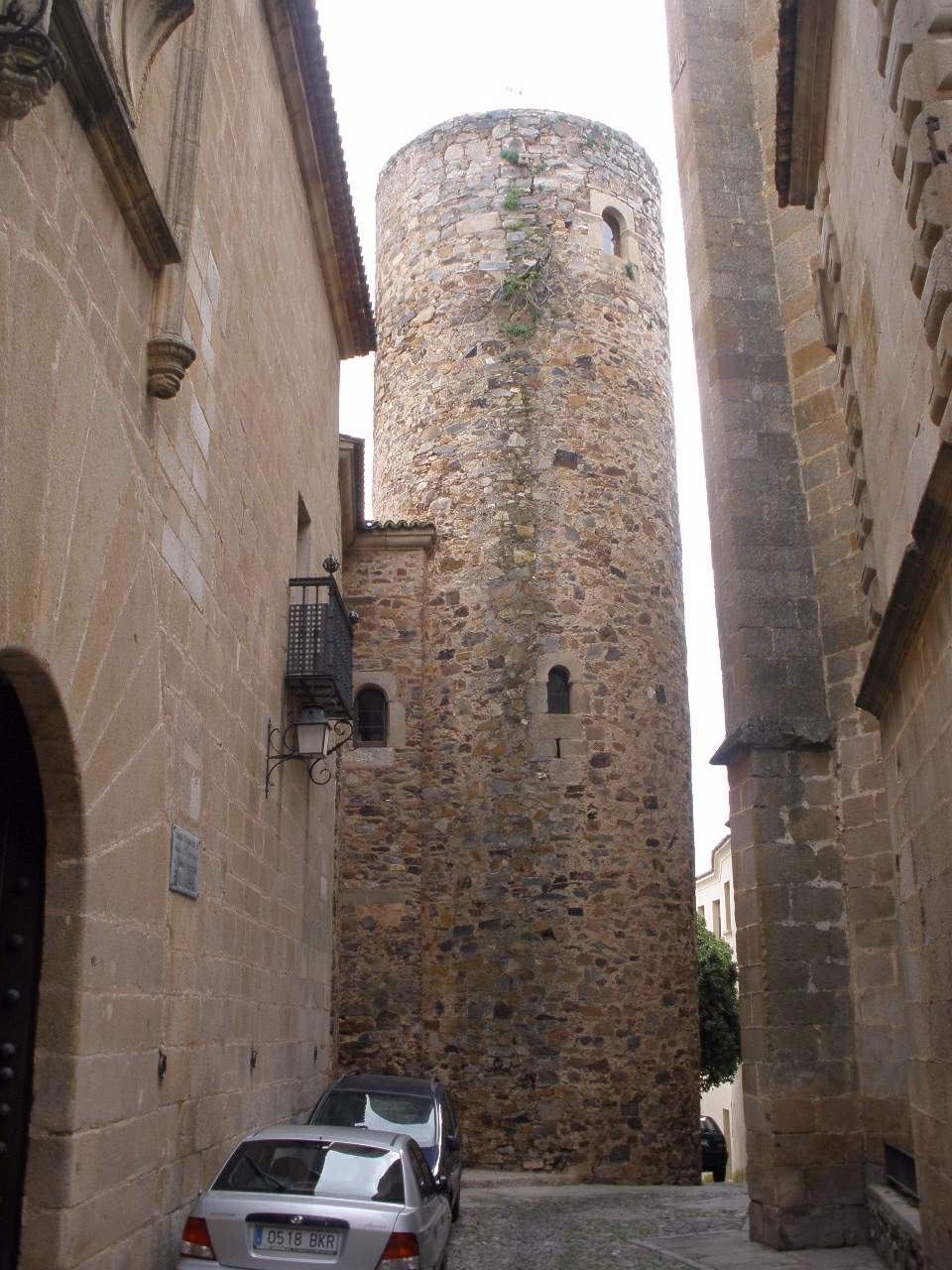
A palotához tartozó torony
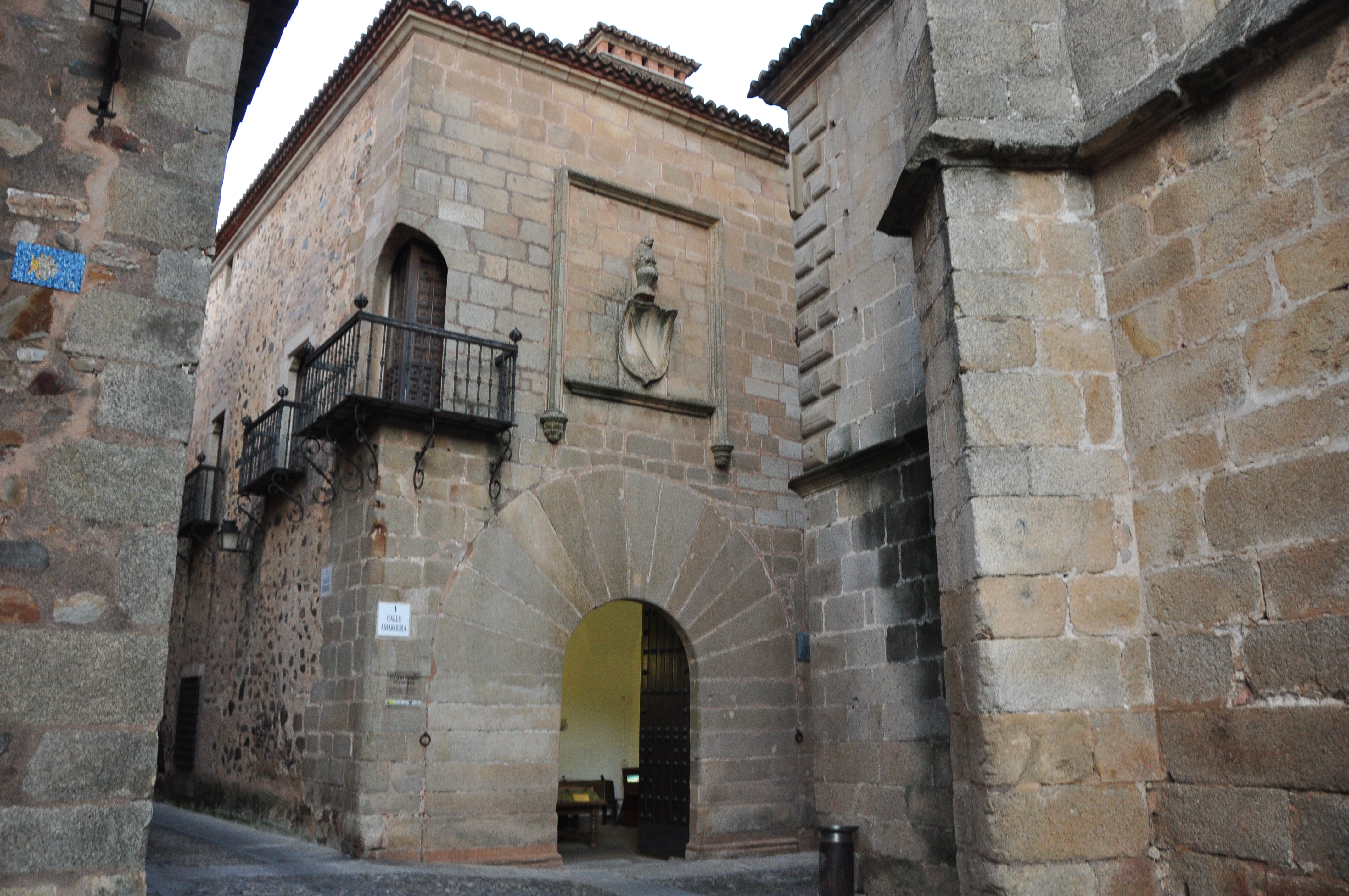
Épületrészlet
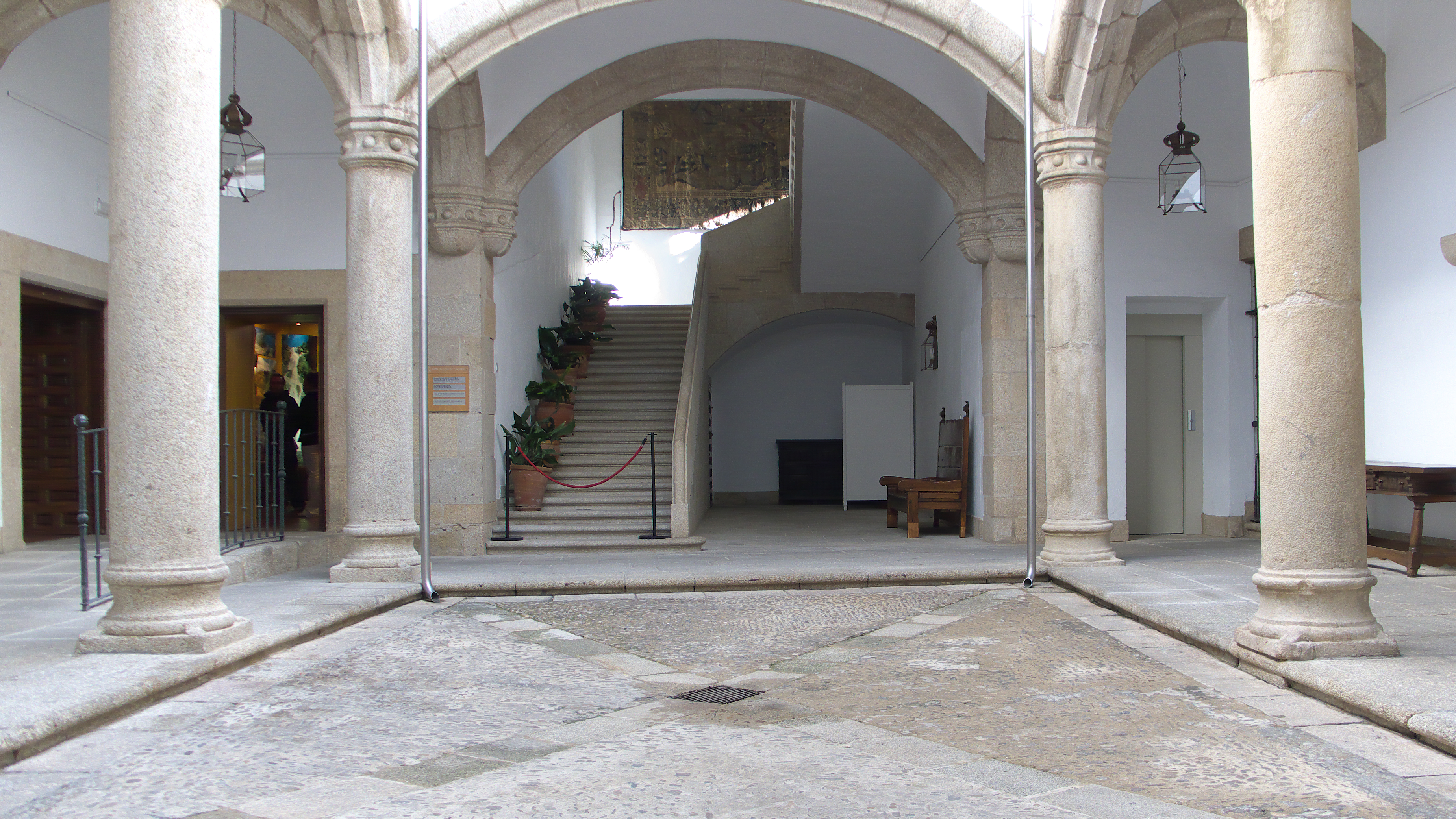
Belső udvar
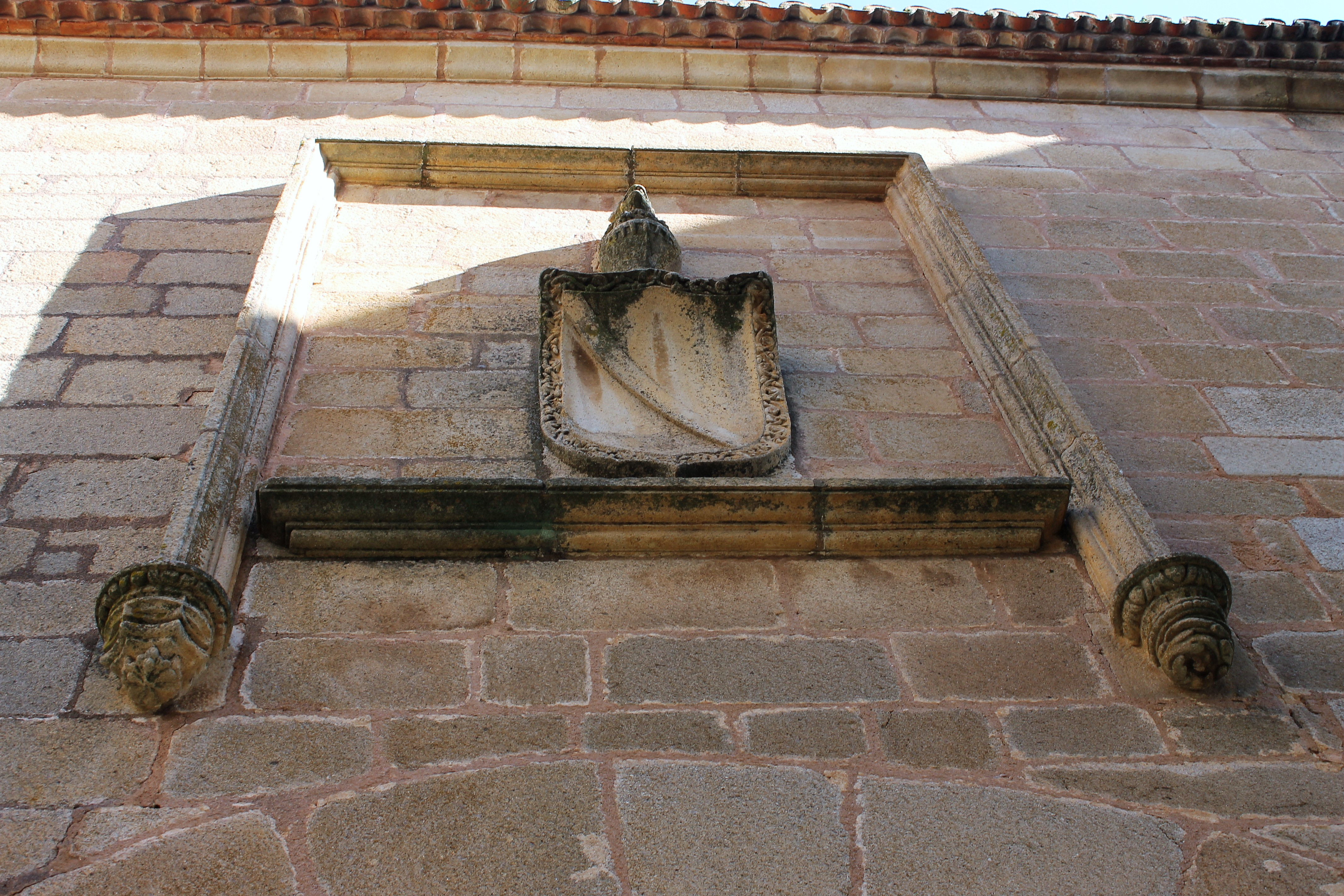
Címer a homlokzaton